# Körnchenschirmlinge
Die Körnchenschirmlinge (Cystoderma) sind eine Gattung von Pilzarten aus der Familie der Squamanitaceae.
Die Typusart der Gattung ist der Amiant-Körnchenschirmling (Cystoderma amianthinum).

## Merkmale
Bei den Vertretern der Gattung handelt es sich um kleine bis mittelgroße Arten mit typisch körniger, manchmal auch gerunzelter Hutoberfläche. Der körnige Hutbelag, der aus rundlichen Zellen gebildet wird, ist abwischbar. Der Hut ist weiß, rosa, gelbocker, orangebraun oder weinrötlich gefärbt. Im Unterschied zu den Schirmlingen (Lepiota) sind die weißlichen bis gelblichen Lamellen immer mehr oder weniger breit am Stiel angewachsen, sodass der Hut nicht ohne Verletzung vom Stiel getrennt werden kann. Typisch ist auch der aufsteigende Ring, der mehr oder weniger die gleiche Farbe wie der Hut hat. Der Stiel ist gestiefelt und hat eine glatte Spitze. Unterhalb des Rings oder der Ringzone ist er körnig-schuppig. Das Sporenpulver ist weiß bis blass cremefarben.
Die Huthaut enthält kettenförmig angeordnete Sphaerozysten. Die meist recht kleinen Sporen weisen keinen Keimporus auf und sind bei den meisten Arten amyloid, bei einigen jedoch inamyloid. Bei den meisten Arten kommen keine Zystiden vor.

## Ökologie
Die Körnchenschirmlinge sind Saprophyten, die an keine bestimmte Baumarten gebunden sind. Die überwiegend temperaten Arten wachsen zumeist in Nadelwäldern in der Moosschicht.

## Arten
Typische und häufige Arten sind der Amiant-Körnchenschirmling (Cystoderma amianthinum) und der Starkriechende Körnchenschirmling (Cystoderma carcharias). Die Gattung ist in Europa und Nordamerika weit verbreitet. In Mitteleuropa gibt es je nach Artabgrenzung etwa 12 bis 16 Arten.

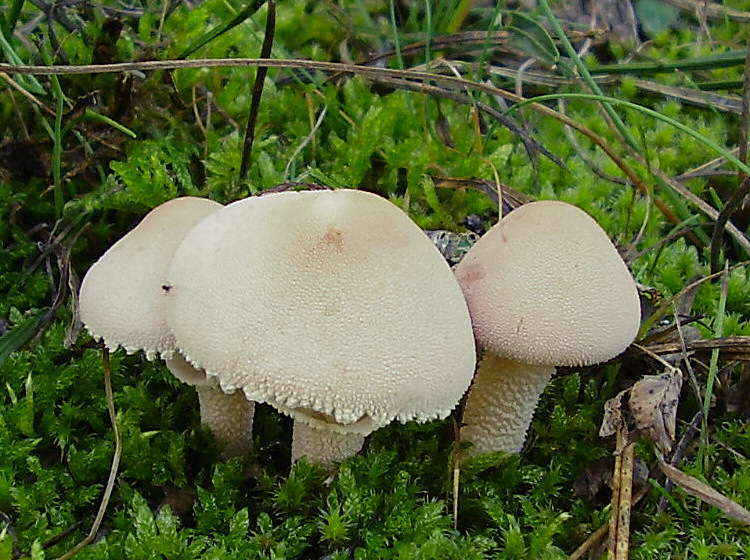
Starkriechender Körnchenschirmling Cystoderma carcharias
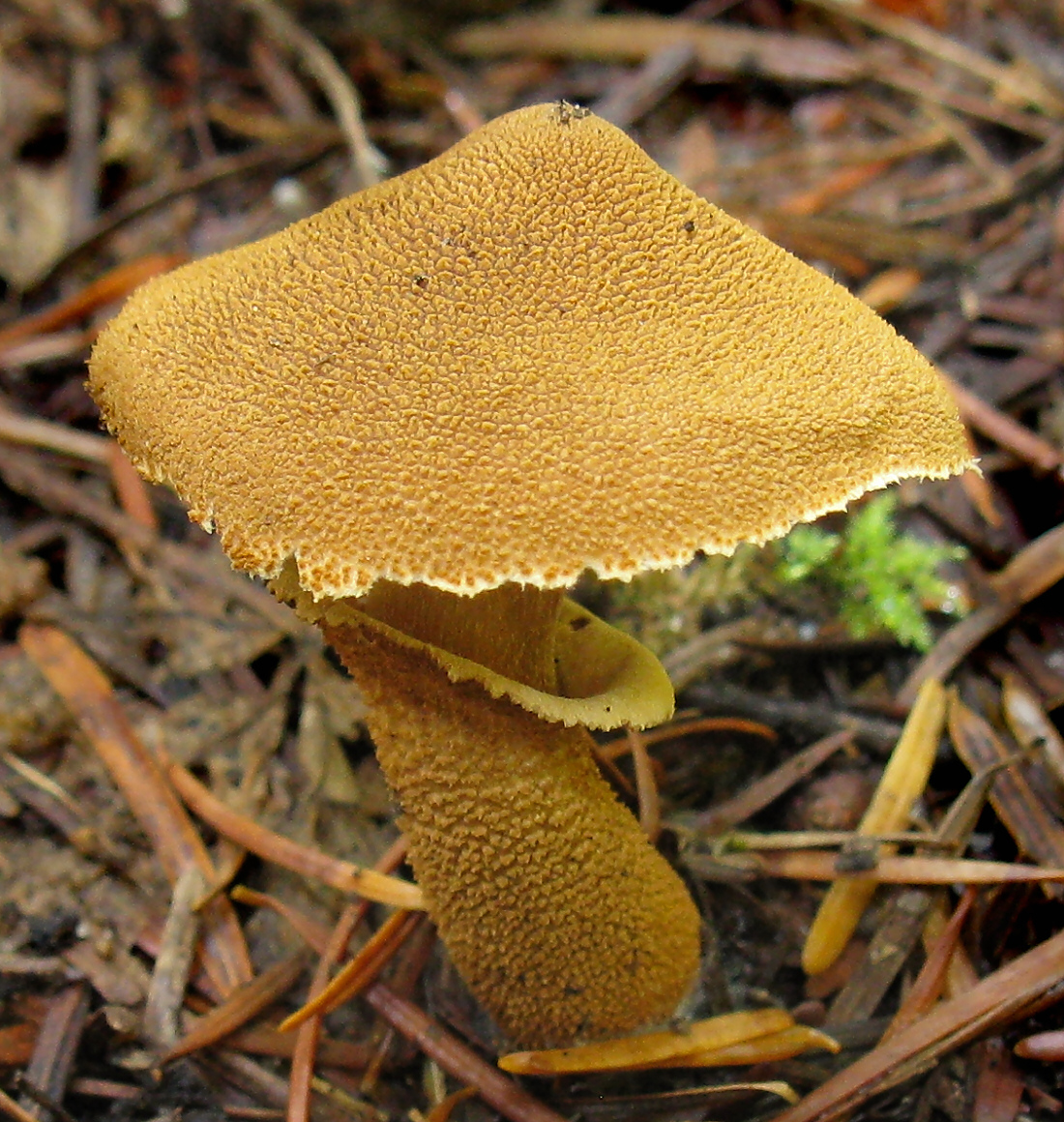
Häutigberingter Körnchenschirmling Cystoderma fallax
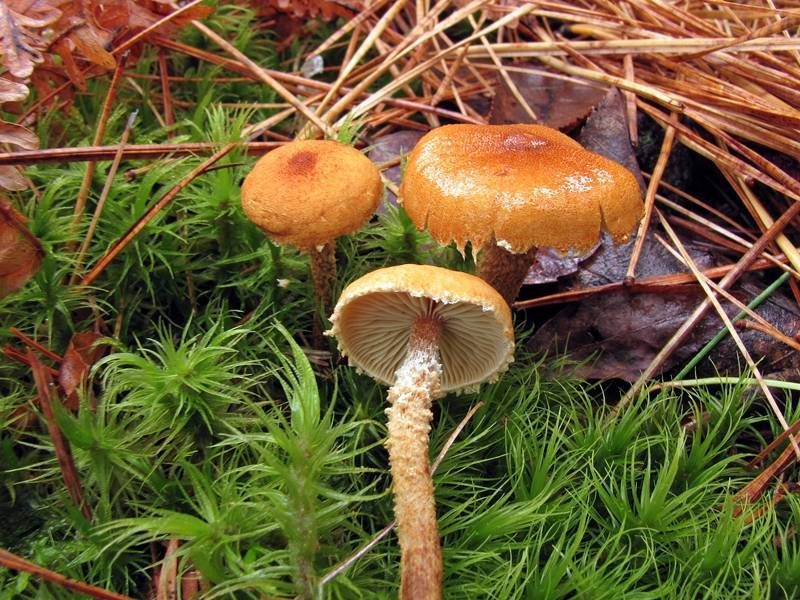
Langsporiger Körnchenschirmling Cystoderma jasonis

| Körnchenschirmlinge (Cystoderma) in Europa |                                                      |                                                 |
| \| Deutscher Name \| Wissenschaftlicher Name \| Autorenzitat \| \| ---------------------------------- \| ---------------------------------------------------- \| ----------------------------------------------- \| \| Amiant-Körnchenschirmling \| Cystoderma amianthinum \| (Scopoli 1772) Fayod 1889 \| \| Arktischer Körnchenschirmling \| Cystoderma arcticum \| Harmaja 1984 \| \| \| Cystoderma bonnardii \| Thoen 2005 \| \| Starkriechender Körnchenschirmling \| Cystoderma carcharias (beschrieben als „carcharios“) \| (Persoon 1801) Fayod 1889 \| \| Häutigberingter Körnchenschirmling \| Cystoderma fallax \| A.H. Smith & Singer 1945 ('1944') \| \| \| Cystoderma freirei \| Justo & M.L. Castro 2003 \| \| \| Cystoderma haematites \| (Berkeley & Broome 1878) Konrad & Maublanc 1927 \| \| Langsporiger Körnchenschirmling \| Cystoderma jasonis \| (Cooke & Massee 1888) Harmaja 1978 \| \| Lilastieliger Körnchenschirmling \| Cystoderma lilacipes \| Harmaja 1978 \| \| Schneeweißer Körnchenschirmling \| Cystoderma niveum \| Harmaja 1985 \| \| \| Cystoderma saarenoksae \| Harmaja 1985 \| \| Winter-Körnchenschirmling \| Cystoderma simulatum \| P.D. Orton 1960 \| \| Purpurbrauner Körnchenschirmling \| Cystoderma subvinaceum \| A.H. Smith 1945 ('1944') \| \| Weinroter Körnchenschirmling \| Cystoderma superbum \| Huijsman 1956 emend. Huijsman 1958 \| \| \| Cystoderma tricholomoides \| Heinemann & Thoen 1973 \| \| \| Cystoderma tuomikoskii \| Harmaja 1979 \| |                                                      |                                                 |
| Deutscher Name | Wissenschaftlicher Name                              | Autorenzitat                                    |
| Amiant-Körnchenschirmling | Cystoderma amianthinum                               | (Scopoli 1772) Fayod 1889                       |
| Arktischer Körnchenschirmling | Cystoderma arcticum                                  | Harmaja 1984                                    |
| | Cystoderma bonnardii                                 | Thoen 2005                                      |
| Starkriechender Körnchenschirmling | Cystoderma carcharias (beschrieben als „carcharios“) | (Persoon 1801) Fayod 1889                       |
| Häutigberingter Körnchenschirmling | Cystoderma fallax                                    | A.H. Smith & Singer 1945 ('1944')               |
| | Cystoderma freirei                                   | Justo & M.L. Castro 2003                        |
| | Cystoderma haematites                                | (Berkeley & Broome 1878) Konrad & Maublanc 1927 |
| Langsporiger Körnchenschirmling | Cystoderma jasonis                                   | (Cooke & Massee 1888) Harmaja 1978              |
| Lilastieliger Körnchenschirmling | Cystoderma lilacipes                                 | Harmaja 1978                                    |
| Schneeweißer Körnchenschirmling | Cystoderma niveum                                    | Harmaja 1985                                    |
| | Cystoderma saarenoksae                               | Harmaja 1985                                    |
| Winter-Körnchenschirmling | Cystoderma simulatum                                 | P.D. Orton 1960                                 |
| Purpurbrauner Körnchenschirmling | Cystoderma subvinaceum                               | A.H. Smith 1945 ('1944')                        |
| Weinroter Körnchenschirmling | Cystoderma superbum                                  | Huijsman 1956 emend. Huijsman 1958              |
| | Cystoderma tricholomoides                            | Heinemann & Thoen 1973                          |
| | Cystoderma tuomikoskii                               | Harmaja 1979                                    |

- Starkriechender Körnchenschirmling
Cystoderma carcharias
- Häutigberingter Körnchenschirmling
Cystoderma fallax
- Langsporiger Körnchenschirmling
Cystoderma jasonis

## Systematik
Die Körnchenschirmlinge werden traditionell in die Familie Champignonverwandten (Agaricaceae) beziehungsweise in die Familie der Schirmlingsverwandten (Lepiotaceae) gestellt. Bon und viele andere Autoren sahen die Gattung aber aufgrund der Lamellenhaltung und der Tramasituation im Hut-Stielübergang in der Familie der Ritterlingsverwandten (Tricholomataceae). Phylogenetische Studien zeigen, dass die Gattung der Körnchenschirmlinge im engen Sinn zusammen mit dem Glimmerschüppling und der Gattung Squamanita s. str. eine gemeinsame Klade bilden, die als Familie der Squamanitaceae zu bezeichnen ist.
Die früher ebenfalls zu den Körnchenschirmlingen gestellten Vertreter der Gattung Cystodermella sind nicht näher mit den Körnchenschirmlingen i. e. S. verwandt, sondern bilden zusammen mit der Gattung Ripartitella eine eigene Klade.

## Bedeutung
Alle Arten sind ungenießbar.